# Алентуй
Алентуй — село в Петровск-Забайкальском районе Забайкальского края России. Входит в состав сельского поселения «Малетинское».

## География
Село находится в юго-западной части района, на правом берегу реки Хилок, на расстоянии примерно 47 км (по прямой) к юго-западу от города Петровск-Забайкальский, административного центра района. Абсолютная высота — 683 м над уровнем моря.
Климат
Климат характеризуется как резко континентальный, с продолжительной морозной зимой и коротким тёплым летом. Среднегодовая температура воздуха составляет −8,2 °С. Средняя многолетняя температура самого холодного месяца (января) составляет −27 — −26 °С (абсолютный минимум — −55 °С), температура самого тёплого (июля) — 16 — 17 °С (абсолютный максимум — 38 °С). Безморозный период длится в течение 60 — 80 дней. Среднегодовое количество осадков — 400 мм.
Часовой пояс
Село Алентуй находится в часовой зоне МСК+6. Смещение применяемого времени относительно UTC составляет +9:00.

## Население
| 1989 | 2002 | 2010 | 2021 |
| ---- | ---- | ---- | ---- |
| 171  | ↘12  | ↗129 | ↘116 |

Половой состав
По данным Всероссийской переписи населения 2010 года, в гендерной структуре населения мужчины составляли 44,2 %, женщины — соответственно 55,8 %.
Национальный состав
Согласно результатам переписи 2002 года, в национальной структуре населения русские составляли 100 % из 121 чел.

## Улицы
| - ул. Набережная, - ул. Старая, | - ул. Новая, - ул. Центральная. |

## Инфраструктура
В селе функционирует сельский клуб.